# Veronica Kedar

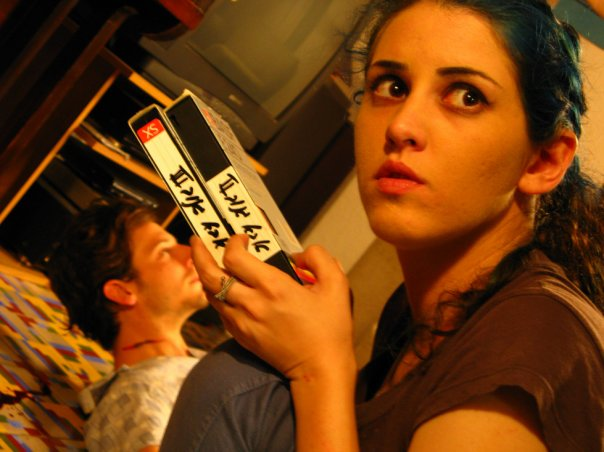
Veronica Kedar

Veronica Kedar (hebräisch רוני קידר; * 1984 in Tel Aviv) ist eine israelische Filmemacherin, Drehbuchautorin, Regisseurin und Schauspielerin.

## Leben
Kedar wuchs in New York auf und ist Absolventin der israelischen Beit Berl School of Arts. Internationale Bekanntheit erlangte sie durch ihren ersten Spielfilm Joe + Belle (2011) in dem sie eine der beiden Hauptrollen übernahm, Regie führte und zuvor das Drehbuch schrieb.

## Filmografie
- 2008: Romantic Comedy (Kurzfilm)
- 2010: Tail (Kurzfilm)
- 2011: Joe + Belle
- 2012: Bunny Love

## Auszeichnungen

### Für Tail
- Original Director Award - The International Student Film Festival, Israel, 2010
- Honorable Mention - Up & Coming Film Festival, Germany, 2010

### Für Joe + Belle
- Israeli Academy Award Nominee - Best Film, 2012
- Best Director -  Women’s International Film Festival, Israel, 2011
- Best Alternative Film - Cinema South Film Festival, Israel, 2011
- Honorable Mention - Some Prefer Cake Film Festival, Italy, 2011

### Für Bunny Love
- Honorable Mention - „Icon“, Israeli Sci-fi Film Festival, 2012

### Für Family
- Winner of the Jerusalem Film Lab

### Für 5.5 Days in Berlin
- Best Pitch - Haifa International Film Festival, 2011